# Cerco de Sebastopol (1854–1855)
O Cerco de Sebastopol foi o principal combate ocorrido durante a Guerra da Crimeia, tendo durado de setembro de 1854 a setembro de 1855. Um dos primeiros livros de Leão Tolstoi, Contos de Sebastopol detalha os combates num misto de ficção e relato histórico.

## Descrição
Em setembro de 1854, as tropas aliadas do Reino Unido, França e Piemonte chegaram à Crimeia e sitiaram a cidade de Sebastopol, base oficial da Marinha Tsarista no Mar Negro, de onde ameaçava o Mediterrâneo. Antes que viesse a ser encurralado, as tropas russas se retiraram.
No começo de outubro, engenheiros franceses e britânicos, movendo sua base para Balaclava, começaram a erguer as construções da linha de assédio ao longo dos planaltos de Chersonese, ao sul de Sebastopol. As tropas escavaram abrigos, baterias armadas e trincheiras.
Com a saída do exército russo e seu comandante Príncipe Aleksandr Sergeyevich Menshikovv, a defesa de Sebastopol ficou a cargo dos Vice-Almirantes Vladimir Kornilov e Pavel Nakhimov, auxiliados pelo engenheiro-chefe de Menshikov, Tenente-Coronel Eduard Totleben. As forças militares disponíveis para a defesa eram de 4,5 mil milicianos, 2,7 mil artilheiros, 4,4 mil marinheiros, 18,5 mil fuzileiros-navais e 5 mil auxiliares de serviço, totalizando pouco mais de 35 000 homens.
Os russos primeiro puseram a pique alguns navios, para a proteção do porto, usando seus canhões navais como artilharia adicional e seus tripulantes como fuzileiros. As embarcações propositadamente postas a pique incluíam Grão-Duque Constantino, Cidade de Paris (ambos com 120 peças de artilharia), Valente, Imperatriz Maria, Chesme, Yagondeid (84 peças), Kavarna (60), Konlephy (54), fragata a vapor Vladimir, navios a vapor Troante, Bessarábia, Danúbio, Odessa, Elbrose e Krein.
Em meados de outubro de 1854 os Aliados possuíam 120 peças de artilharia prontas para abrir fogo contra Sebastopol; os russos tinham cerca de três vezes mais armas para responder ao fogo e defender-se dos ataques da infantaria.
A 17 de outubro começou a batalha de artilharia. As armas russas destruíram inicialmente um paiol francês, inutilizando suas armas. O fogo britânico destruiu o paiol russo durante a batalha de Malakoff, matando o Almirante Kornilov, destruindo a munição russa no lugar e abrindo uma brecha na defesa citadina. As tropas britânicas e francesas, porém, adiaram o plano de ataque da infantaria, perdendo assim ocasião para um possível desfecho prematuro do cerco.
A este tempo, os navios Aliados combatiam as defesas russas, causando danos mas logo recuando para suas posições defensivas. O bombardeio foi retomado no dia seguinte; mas, trabalhando durante a noite, os russos repararam os danos sofridos. Isto tornou-se um padrão repetido ao longo do cerco.
Durante outubro e novembro de 1854, as batalhas de Balaclava e de Inkerman aconteciam distantes das linhas de assédio. Depois de Inkerman, perceberam os russos que o cerco de Sebastopol não poderia ser levantado com uma batalha campal, conseguiram enviar pouco a pouco suas tropas para dentro da cidade, a fim de ajudarem na sua defesa. Nos fins de novembro o tempo mudou e uma tempestade de inverno arruinou os acampamentos aliados e interrompeu suas linhas de provisão. Homens e cavalos sofreram doenças e fome, diante daquelas condições precárias.
Enquanto Totleben estendia as fortificações ao redor de Redan, do bastião da bandeira e de Malakoff, o engenheiro-chefe britânico John Burgoyne percebeu em Malakoff a chave para a entrada na cidade. Foram iniciados os trabalhos a fim de permitir um cerco concentrado a Malakoff, e permitir uma maior aproximação das tropas aliadas; como resposta, Totleben escavou casamatas onde franco-atiradores armados com rifles pudessem alvejar, escondidos, os sitiadores. Antecipação da guerra de trincheiras que se tornou o símbolo maior da I Guerra Mundial, estes postos se tornaram o principal foco dos assaltos aliados.
Quando o inverno amainou, os Aliados puderam restabelecer muitas rotas de provisão. Uma nova ferrovia, a "Ferrovia Central da Grande Crimeia", foi construída pelos contratados Thomas Brassey e Samuel Peto, servindo para transportar materiais de Balaclava até a linha de cerco, entregando ainda mais de quinhentas peças de artilharia e farta munição. Começando em 8 de abril de 1855 (Domingo de Páscoa), os Aliados retomam o bombardeio das defesas russas. Em 28 de junho o Almirante Nakhimov morreu, alvejado na cabeça por um vigia Aliado.
Em 24 de agosto os Aliados iniciaram o sexto e mais severo bombardeio da fortaleza. 307 canhões dispararam 150 000 tiros, sofrendo os russos baixas diárias entre dois e três mil homens. No dia 27 de agosto 13 divisões e uma brigada aliadas (numa força total de 60 000 homens) iniciaram o último assalto. Os franceses conseguiram capturar o reduto de Malakoff, fazendo com que a defesa russa se tornasse insustentável. Na manhã de 28 de agosto as tropas russas abandonaram o lado sul de Sebastopol.
Embora defendida heroicamente e às custas de pesadas baixas aliadas, a queda de Sebastopol levou à derrota russa na Guerra da Crimeia.
A maioria dos defensores russos da cidade foi enterrada em mais de 400 sepulturas coletivas, no Cemitério da Fraternidade, em Sebastopol.

## Destino dos canhões de Sebastopol
Os britânicos enviaram um par de canhões capturados em Sebastopol a cada uma das cidades mais importantes do Império. Alguns autores acreditam que outros canhões foram derretidos, e usados para fazer as medalhas da Cruz da Vitória, embora isso seja contestado por estudiosos.

## Galeria
|  |  |  |